# Louis Olivier

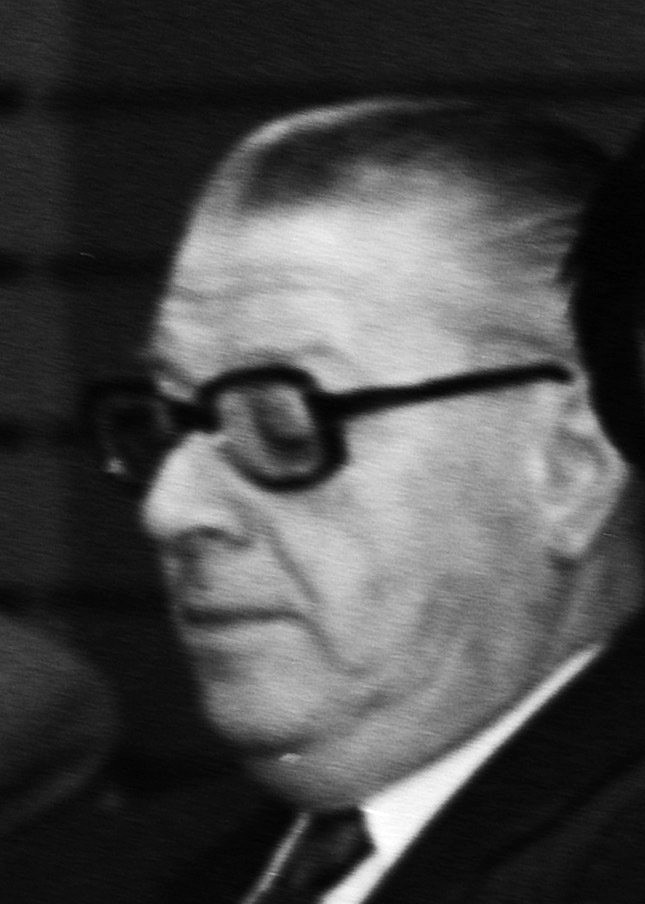
Louis Olivier tijdens een ministeriële conferentie in Den Haag (1982)

Louis Léon Emile Olivier (Bastenaken, 19 juli 1923 – aldaar, 6 januari 2015) was een Belgisch politicus, die onder meer burgemeester en minister voor de PRL was.

## Biografie
Olivier werd in 1946 doctor in rechten aan de Katholieke Universiteit Leuven. Hij werd advocaat aan de Balie van Neufchâteau en was van 1979 tot 1980 stafhouder.
Hij had een lange politieke carrière in de Waalse liberale rangen. Van 1954 tot 1965 was hij provincieraadslid van Luxemburg en van 1958 tot 1994 gemeenteraadslid van Bastenaken, waar hij van mei 1965 tot de fusie van de gemeenten in België in december 1976 burgemeester was.
In mei 1965 werd hij voor de PLP en daarna de PRL lid van de Kamer van volksvertegenwoordigers voor het district van Aarlen-Bastenaken-Marche, wat hij bleef tot in 1991. Door het toen bestaande dubbelmandaat was hij van 1971 tot 1980 ook lid van de Cultuurraad voor de Franse Cultuurgemeenschap en zetelde hij van 1980 tot 1991 in de Waalse Gewestraad en de Franse Gemeenschapsraad. In 1980 was hij korte tijd secretaris van de Waalse Gewestraad en van 1980 tot 1981 was hij ondervoorzitter van de Kamer. Ook was hij van 1971 tot 1975 en van 1980 tot 1983 lid van de Waalse Economische Regionale Raad.
Van januari tot oktober 1973 was Olivier in de Regering-Leburton staatssecretaris voor Institutionele Hervormingen, waarna hij van oktober 1973 tot april 1974 minister van Middenstand en Institutionele Hervormingen was. Vervolgens was hij van april tot oktober 1974 minister van Middenstand, van oktober 1974 tot juli 1976 staatssecretaris voor Bossen, Jacht en Visserij en van juli 1976 tot juni 1977 minister van Openbare Werken in de regeringen-Tindemans I, -II en -III. Ook maakte hij van oktober 1974 tot juni 1977 deel uit van het ministerieel comité van Waalse Zaken. Van december 1981 tot mei 1988 was Olivier opnieuw minister van Openbare Werken in de Regeringen-Martens V, -VI en -VII. Met de overdracht van Openbare Werken naar de Gewesten in 1988 was Olivier de laatste houder van dit ministerie op federaal niveau.
Olivier was sterk betrokken bij het lokale leven. Zo was hij erevoorzitter van de economische raad van de provincie Luxemburg, stichtend voorzitter van de groepering van de vakbonden naar het hart van de Ardennen en grootmeester van het initiatief de koninklijke broederschap van het Herdiers d'Ardenne. Terwijl hij minister van Middenstand was, behaalde hij ook de bescherming van de benaming van Ardenner ham.
Hij was erevoorzitter van de Internationale Federatie van de weg en vice-president van Autoworld. Hij was medeoprichter en voorzitter van de Rotary Club van Bastenaken en Paul Harris Fellow.

## Realisaties
De belangrijke realisaties van Olivier tijdens zijn ambtstermijn in het departement van Openbare Werken:
- de aanleg van snelwegen[6] in de Ardennen: E411 Namen-Neufchâteau-Aarlen en E25 Luik-Bastenaken-Neufchâteau, met inbegrip van het ontwerp van de opmerkelijke constructie van de tunnel van Cointe in Luik;
- de voltooiing van de gasterminal van de haven van Zeebrugge;[7]
- de bouw van de sluis van Berendrecht in Antwerpen;
- de vervanging van het voorlopige viaduct van de Leopold II-laan in Brussel door een tunnel, tot 2022 gekend als de Leopold II-tunnel, nadien als Annie Cordytunnel;
- de renovatie van vele historische gebouwen, met inbegrip van het paleis van de graaf van Vlaanderen (Rekenhof), de Koninklijke Muntschouwburg, het Belgisch Stripcentrum door Victor Horta, het automobielmuseum Autoworld in het Jubelpark.